# Hyporhamphus brederi
Hyporhamphus brederi is een straalvinnige vissensoort uit de familie van de halfsnavelbekken (Hemiramphidae). De wetenschappelijke naam van de soort is voor het eerst geldig gepubliceerd in 1948 door Fernández-Yépez.